# Adrián Salbuchi
Adrián Salbuchi (Buenos Aires, 14 de septiembre de 1952) es un analista político, escritor y activista argentino. Interviene con frecuencia en el canal de YouTube TLV1 y es fundador de una agrupación ultranacionalista de nombre «Proyecto Segunda República». Se desempeñó como columnista de la cadena Russia Today y participó en el canal TeleSur.
Sus opiniones han sido catalogadas como antisemitas por la Delegación de Asociaciones Israelitas Argentinas —o DAIA— y el Centro Simon Wiesenthal. Ha sido elogiado por el supremacista blanco y antiguo miembro del Ku Klux Klan David Duke. Ha reivindicado a Miguel Serrano Fernández, figura del movimiento nazi chileno. Entrevistó y reivindicó al neonazi español Pedro Varela Geiss. Salbuchi destaca en su propia página entrevistas que le han hecho el teórico de la conspiración antisemita Jeff Rense, el teórico de la conspiración antisemita Daryl Bradford Smith y el teórico de la conspiración Daniel Estulin.

## Trayectoria
Es analista internacional. Fue columnista de la cadena Russia Today.
Su agrupación ultranacionalista Proyecto Segunda República propone volver a fundar a la Argentina luchando por una Segunda Independencia Nacional: «Restaurar nuestros valores tradicionales, la ética, el honor, el amor a la familia y a la Patria. Poner las finanzas al servicio de la economía real; ésta al servicio de un proyecto nacional político subordinado a la cultura, los valores y las creencias de la inmensa mayoría del pueblo de la Nación Argentina».
En sus intervenciones y escritos suelen defender la teoría de conspiración antisemita conocida como el Plan Andinia, que supone un plan para la secesión de la Patagonia chileno-argentina para fundar un nuevo estado judío. Según Salbuchi «quienes manejan el poder a nivel mundial no son los Estados Unidos, ni los ingleses, ni los chinos, sino que es una minoría que opera desde Washington, Nueva York o Londres, pero no se identifican con esos países, sino que su plan desde hace más de ciento cincuenta años, es crear un gobierno mundial». Está convencido de que «en pocos años se creará un Gobierno Mundial privado». En su canal de Youtube subió un video sobre «la verdad sobre los Protocolos de los Sabios de Sion», una teoría conspirativa antisemita Muchos de sus estudios se refieren a su preocupación por el sionismo en Argentina y llegó a denunciar que tanto el atentado a la embajada de Israel en Argentina como el atentado a la AMIA fueron autoatentados, y respecto de este último, entrevistado por el negacionista del Holocausto y teórico de la conspiración James Fetzer, ha negado que el mismo haya sido realizado por el terrorismo islámico.

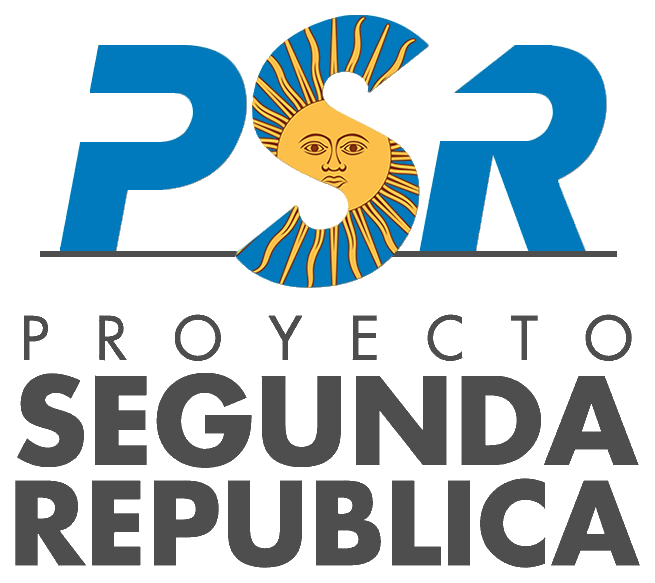
Proyecto Segunda República

También sostiene que los sionistas actuales «no están de manera alguna relacionados con los hebreos e israelitas de la Biblia. Poca o nada de sangre semita fluye por sus venas y, por ende, no tienen derecho alguno de reclamo histórico o étnico sobre la Tierra Santa de Palestina» y que «el mismísimo concepto de un pueblo judío es una invención total». En febrero de 2015 Salbuchi fue denunciado por la DAIA y citado a indagatoria por manifestar que «a lo largo de los siglos la comunidad judía era expulsada y perseguida de todos los pueblos a los que pertenecía, y que por ello el problema era del judaísmo y no de quienes los echaban» y por «hablar del problema judío en los mismos términos que Hitler».
El 5 de mayo de 2004 de Salbuchi realizó una denuncia, en el Juzgado Nº 7, interinamente a cargo del Juez Dr. Jorge Urso, contra el presidente Néstor Kirchner por apología del delito, defradudación agravada, incumplimiento de los deberes de funcionario público, peculado y malversación de caudales públicos.
Según Salbuchi, Kirchner habría robado los fondos públicos de la provincia de Santa Cruz junto a su esposa, Cristina Fernández de Kirchner.

Los Kirchner han financiando sus campañas políticas, inserción en el poder, e intereses personales (enriquecimiento ilícito) con dineros públicos robados como estos fondos de Santa Cruz, y con dinero de origen delictivo (valijas con millones de dólares provenientes de Venezuela, «contribuciones» de narco-empresas, coimas de Skanska, y tantos delitos más).
Adrián Salbuchi

Salbuchi querelló a la DAIA por haber aparecido en el informe sobre el antisemitismo en la Argentina del año 2006. Pero la justicia desestimó su querella. El informe comenta varios artículos suyos, incluyendo «La democracia...ha muerto», publicado en El Traductor Gráfico en internet, en el que critica «el excesivo poder e influencia que posee la comunidad judía en el mundo».
En 2007 fue declarado persona non grata por la DAIA. El periodista ha afirmado en numerosas ocasiones su antisionismo y que «la DAIA es un lobby, un grupo de choque que opera para un estado foráneo, en este caso, el Estado de Israel».
En 2008, la DAIA lo denunció judicialmente por sus comentarios antisemitas y por un posible delito de amenazas. Salbuchi aparece nombrado en el informe sobre antisemitismo de 2008.
En agosto de 2014, fue denunciado nuevamente por la DAIA debido a sus comentarios antisemitas en uno de sus videos. En el bloque internacional del programa Segunda República, por Canal TLV1, el 6 de agosto de 2014 Salbuchi había expresado:

El sionismo desde sus orígenes fue avanzando a través del terror y expulsó a los palestinos de Gaza aplicando las peores tácticas del terrorismo urbano. [...] toda la humanidad adolecería, sufre de una patología psicológica que se llama antisemitismo, que los hace irracionalmente que los hace expulsar a esta comunidad de su seno u otra, y otra, y otra vez y todos están afectados por esta patología psicológica, salvo obviamente los judíos porque no van a ser anti yo, anti sí mismos. O es la humanidad que está totalmente enferma, siete mil millones de personas, salvo este grupo chiquitito de dieciséis millones que no tienen está patología psicológica.

Salbuchi emitió un comunicado de prensa mediante el cual acusó a la DAIA de censura:

Rechazo este nuevo atropello de censura y amedrentamiento por parte de los lobbies y grupos de choque pro-Israel y pro-sionistas que operan en la Argentina, como la DAIA, que públicamente apoyan y avalan el genocidio en el que incurre el Estado de Israel contra los palestinos en Gaza.

El Centro Simon Wiesenthal lo cuestionó por referirse a «la problemática del sionismo y del judaísmo» en su video «¡Alerta! Peligro mundial sionista!» al considerar que «este tipo de manifestaciones amenazantes ponen en riesgo a la comunidad judía y pueden degenerar en violencia».

## Obra
- Palestina Y Argentina: dos blancos de guerra sionistas' ' (Ediciones Segunda República, Buenos Aires, 2024)
- ¡Estos Tiempos Finales! una perspectiva histórico-temporal (Ediciones Segunda República, Buenos Aires, 2023)
- Colonialismo Financiero Mundial: vampiros y buitres (Ediciones Segunda República, Buenos Aires, 2015)
- The Coming World Government: Tragedy & Hope? (libro digital de 2011)
- El Cerebro del Mundo: de la Globalización al Gobierno Mundial (Ediciones del Copista, Córdoba, 5ta. edición, 2010)
- El caso de los Fondos de Santa Kruz: los ‘desaparecidos’ de Néstor Kirchner (Ediciones Anábasis, Córdoba, 2007)[cita requerida]
- La religión y la política aria cristiana de Richard Wagner (Barcelona, Ojeda, 2008)[cita requerida]
- Bienvenidos a la Jungla: dominio y supervivencia en el Nuevo Orden Mundial (Ediciones Anábasis, Córdoba, 2005)
- El profeta de la edad de hierro: una interpretación jungeana de la obra de Richard Wagner (Ediciones Kailas, Buenos Aires, 2003)
- Colonialismo financiero mundial; vampiros y buitres" 2015 - Buenops Aires (originally pusblished under the title "Argentina: ¿colonia financiera? (Ediciones del Copista, Córdoba, 2002)[cita requerida]
- La Segunda República Argentina: el hito fundacional del siglo XXI (La Editorial Virtual, Buenos Aires, 2001)